# Apio Annio Trebonio Galo
Apio Annio Trebonio Galo (en latín: Appius Annius Trebonius Gallus)  fue un senador romano, que vivió a finales del siglo I y  principios del siglo II, y desarrolló su cursus honorum bajo los reinados de Domiciano, Nerva, Trajano, y Adriano. 

## Familia y descendencia
Trebonio Galo nació en la familia plebeya Annia. Su padre pudo haber sido Apio Annio Galo, uno de los cónsules sufectos del año 67; según Olli Salomies, existe consenso en que su madre fue probablemente Trebonia, una hija de Publio Trebonio, cónsul sufecto en el año 53 Galo estaba emparentado con el senador Marco Annio Vero, tres veces cónsul, cuñado de Adriano, y padre de Faustina la Mayor, esposa de Antonino Pío y tía de Marco Aurelio.
Galo tuvo un hijo llamado Apio Annio Trebonio Galo, quien fue cónsul sufecto en el año 139.

## Carrera
Fue cónsul ordinario en el año 108, con Marco Atilio Metilio Bradua como compañero. Se le menciona en una inscripción honorífica en Olimpia.